# Batman (thành phố)
Batman (tiếng Ả Rập: باتمان Bātmān, tiếng Kurd: Êlih) là một thành phố tỉnh lỵ tỉnh Batman của Thổ Nhĩ Kỳ. Thành phố Batman có diện tích km2, dân số thời điểm năm 2009 là 313.355 người. Đây là thành phố lớn thứ 23 tại Thổ Nhĩ Kỳ.
Batman nằm trong khu vực Đông Nam Anatolia của Thổ Nhĩ Kỳ, trên một cao nguyên, cao độ 540 mét trên mực nước biển, gần nơi hợp lưu của sông Batman và sông Tigris. Mỏ dầu Bati Raman là mỏ dầu lớn nhất ở Thổ Nhĩ Kỳ, nằm ngay bên ngoài thành phố. Batman có một sân bay địa phương và một căn cứ không quân, đã được sử dụng cho quá cảnh của máy bay và máy bay trực thăng trong một số hoạt động tìm kiếm và cứu nạn của cuộc chiến tranh vùng Vịnh.
Cho đến những năm 1950, Batman là một ngôi làng gọi là Iluh với dân số khoảng 3.000 người. Tuy nhiên, các mỏ dầu được phát hiện xung quanh nó trong những năm 1940 dẫn đến một sự phát triển nhanh chóng của khu vực và trong dòng chảy của lực lượng lao động từ các bộ phận khác của Thổ Nhĩ Kỳ. Năm 1957, làng được đổi tên thành Batman, sau khi trùng tên sông, trở thành thành phố và trở thành một trung tâm huyện. Trong 50 năm tới, Batman đã được xây dựng lại từ một tầng để các tòa nhà nhiều tầng và dân số lớn gấp 100 lần. Một đường ống dẫn dầu dài 511 km đã được đưa vào năm 1967 từ Batman thành phố cảng Dörtyol gần điểm cực đông của bờ biển Địa Trung Hải để vận chuyển dầu thô từ các nhà máy lọc dầu Batman. Năm 1990, thành phố trở thành thủ phủ của tỉnh Batman.
Ngoài dầu mỏ là sản phẩm chủ đạo của khu vực, Batman sản xuất đồ uống, thực phẩm chế biến, hóa chất, đồ gỗ, giày dép, máy móc, thiết bị vận tải.

## Khí hậu
| Dữ liệu khí hậu của Batman                     | Dữ liệu khí hậu của Batman | Dữ liệu khí hậu của Batman | Dữ liệu khí hậu của Batman | Dữ liệu khí hậu của Batman | Dữ liệu khí hậu của Batman | Dữ liệu khí hậu của Batman | Dữ liệu khí hậu của Batman | Dữ liệu khí hậu của Batman | Dữ liệu khí hậu của Batman | Dữ liệu khí hậu của Batman | Dữ liệu khí hậu của Batman | Dữ liệu khí hậu của Batman | Dữ liệu khí hậu của Batman |
| Tháng                                          | 1                          | 2                          | 3                          | 4                          | 5                          | 6                          | 7                          | 8                          | 9                          | 10                         | 11                         | 12                         | Năm                        |
| ---------------------------------------------- | -------------------------- | -------------------------- | -------------------------- | -------------------------- | -------------------------- | -------------------------- | -------------------------- | -------------------------- | -------------------------- | -------------------------- | -------------------------- | -------------------------- | -------------------------- |
| Cao kỉ lục °C (°F)                             | 18.6 (65.5)                | 24.6 (76.3)                | 30.6 (87.1)                | 35.8 (96.4)                | 42.0 (107.6)               | 45.1 (113.2)               | 48.8 (119.8)               | 46.2 (115.2)               | 43.8 (110.8)               | 37.0 (98.6)                | 28.6 (83.5)                | 22.6 (72.7)                | 48.8 (119.8)               |
| Trung bình ngày tối đa °C (°F)                 | 8.0 (46.4)                 | 10.9 (51.6)                | 16.2 (61.2)                | 21.8 (71.2)                | 27.8 (82.0)                | 35.3 (95.5)                | 39.7 (103.5)               | 39.6 (103.3)               | 34.5 (94.1)                | 27.0 (80.6)                | 17.0 (62.6)                | 9.6 (49.3)                 | 23.9 (75.0)                |
| Trung bình ngày °C (°F)                        | 3.1 (37.6)                 | 5.1 (41.2)                 | 9.8 (49.6)                 | 14.6 (58.3)                | 19.8 (67.6)                | 26.7 (80.1)                | 30.9 (87.6)                | 30.4 (86.7)                | 25.1 (77.2)                | 18.4 (65.1)                | 10.0 (50.0)                | 4.6 (40.3)                 | 16.5 (61.7)                |
| Tối thiểu trung bình ngày °C (°F)              | −1.0 (30.2)                | 0.2 (32.4)                 | 3.8 (38.8)                 | 7.8 (46.0)                 | 11.6 (52.9)                | 16.4 (61.5)                | 20.8 (69.4)                | 20.4 (68.7)                | 15.6 (60.1)                | 10.8 (51.4)                | 4.2 (39.6)                 | 0.5 (32.9)                 | 9.3 (48.7)                 |
| Thấp kỉ lục °C (°F)                            | −24.0 (−11.2)              | −22.2 (−8.0)               | −17.0 (1.4)                | −9.0 (15.8)                | 0.9 (33.6)                 | 0.0 (32.0)                 | 11.8 (53.2)                | 11.5 (52.7)                | 4.4 (39.9)                 | −3.0 (26.6)                | −7.6 (18.3)                | −23.0 (−9.4)               | −24.0 (−11.2)              |
| Lượng Giáng thủy trung bình mm (inches)        | 58.3 (2.30)                | 67.9 (2.67)                | 77.3 (3.04)                | 71.3 (2.81)                | 45.2 (1.78)                | 9.1 (0.36)                 | 2.3 (0.09)                 | 2.6 (0.10)                 | 6.1 (0.24)                 | 36.1 (1.42)                | 49.3 (1.94)                | 67.8 (2.67)                | 493.6 (19.43)              |
| Số ngày giáng thủy trung bình                  | 11.07                      | 10.33                      | 11.77                      | 11.67                      | 8.93                       | 2.30                       | 0.57                       | 0.30                       | 1.37                       | 6.37                       | 7.13                       | 10.27                      | 82.1                       |
| Độ ẩm tương đối trung bình (%)                 | 80                         | 78                         | 70                         | 66                         | 63                         | 41                         | 29                         | 30                         | 34                         | 54                         | 71                         | 81                         | 58                         |
| Số giờ nắng trung bình tháng                   | 99.2                       | 130.0                      | 170.5                      | 219.0                      | 279.0                      | 348.0                      | 368.9                      | 347.2                      | 294.0                      | 217.0                      | 159.0                      | 90.0                       | 2.721,8                    |
| Số giờ nắng trung bình ngày                    | 3.2                        | 4.6                        | 5.5                        | 7.3                        | 9.0                        | 11.6                       | 11.9                       | 11.2                       | 9.8                        | 7.0                        | 5.3                        | 3.0                        | 7.4                        |
| Nguồn 1: Cơ quan Khí tượng Nhà nước Thổ Nhĩ Kỳ |                            |                            |                            |                            |                            |                            |                            |                            |                            |                            |                            |                            |                            |
| Nguồn 2: Weatherbase                           |                            |                            |                            |                            |                            |                            |                            |                            |                            |                            |                            |                            |                            |